# Benediktinerabtei Wisques

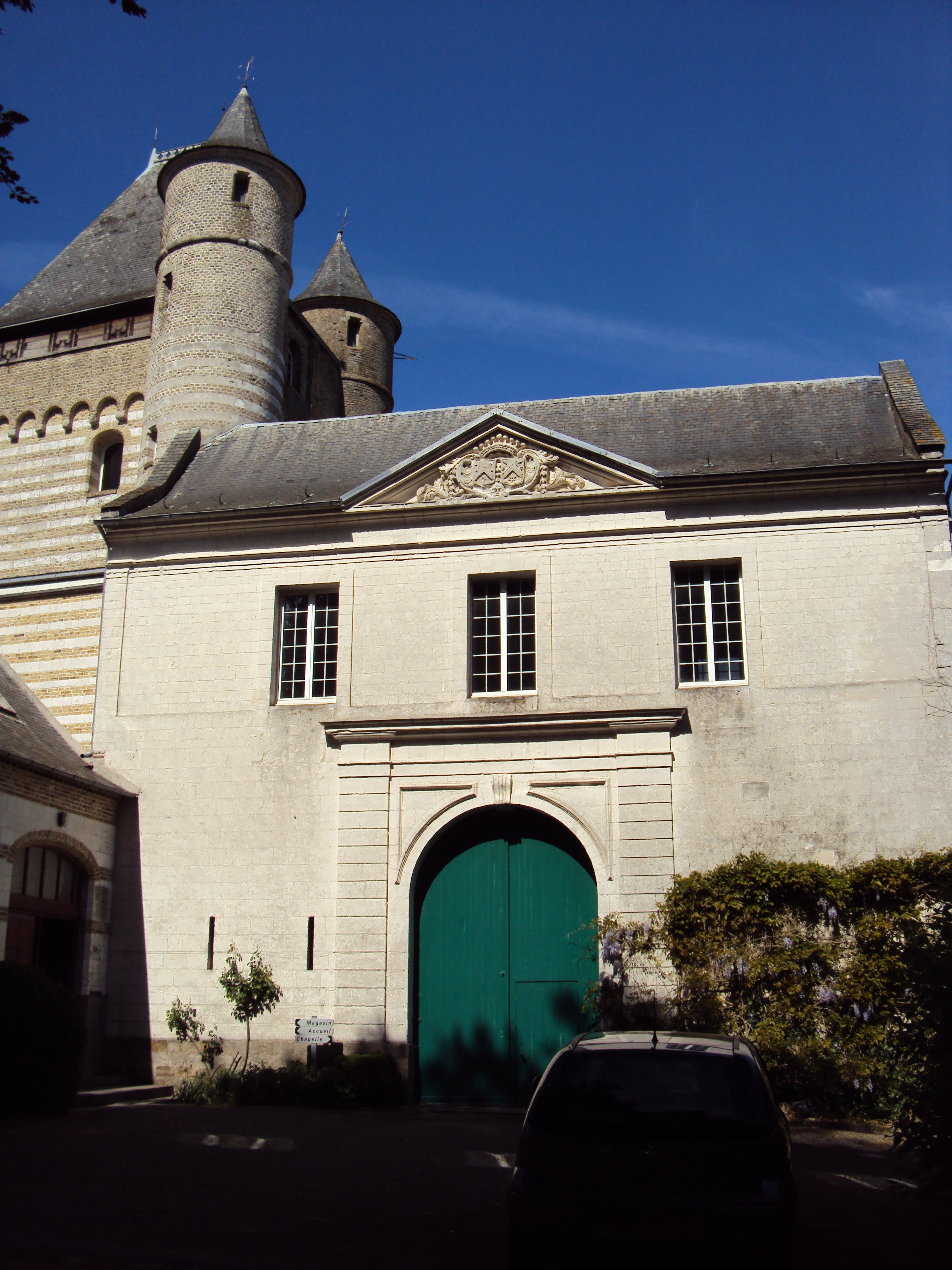
Das Kloster Wisques im ehemaligen Schloss

Die Benediktinerabtei Wisques ist ein seit 1889 bestehendes Benediktinerkloster in Wisques (Département Pas-de-Calais), Frankreich.

## Geschichte
Als 1889 von der Benediktinerinnenabtei Solesmes (französischer Name: Abbaye Sainte-Cécile de Solesmes) in Wisques (westlich Saint-Omer) das Tochterkloster Notre-Dame de Wisques gegründet wurde, gingen einige der Mönche der Benediktinerabtei Solesmes (französischer Name: Abbaye Saint-Pierre de Solesmes) als geistliche Betreuer mit. Die Gruppe gründete in geringer Entfernung zum Nonnenkloster im Kleinen Schloss das Kloster Saint-Paul de Wisques, das 1894 in das (bis dahin von den Nonnen bewohnte) Große Schloss wechselte und zum Priorat erhoben wurde.
1901 wichen die Mönche vor der klosterfeindlichen Dritten Republik nach Honnay (Beauraing) in der belgischen Provinz Namur aus, von dort nach Montignies-Saint-Christophe (Erquelinnes) in der belgischen Provinz Hennegau, schließlich aber nach Oosterhout (bei Breda) in den Niederlanden, wo die Nonnen von Notre-Dame de Wisques bereits untergekommen waren. Dort bauten sie von 1907 bis 1910 das Kloster Oosterhout, das 1910 zur Abtei erhoben wurde (französisch: Abbaye Saint-Paul d’Oosterhout; niederländisch: Sint-Paulusabdij) und dort bis 2006 bestand.
1919 ging ein Teil der Mönche von Oosterhout in das Kloster Wisques zurück, das dann eine Zeit lang Priorat von Oosterhout war, 1928 aber seinerseits zur Abtei erhoben wurde. 2013 erhielt der überalterte Konvent Verstärkung durch 13 Mönche der Abtei Fontgombault. Der Mönch Henri-Marie Guilluy wurde ab 1966 zum Gründer einer neuen Kongregation, die sich den Behinderten öffnete.

### Prioren
- 1894–1903: Louis Baron
- 1903–1907: René de Sainte-Beuve
- 1907–1910: Jean de Puniet de Parry

### Äbte
- 1910–1928: Jean de Puniet de Parry (dann Abt von Oosterhout, † 1941)
- 1928–1960: Augustin Savaton (1878–1965)
- 1960–1985: Jean Gaillard
- 1985–2005: Gérard Lafond (* 1926; Schüler von Stéphane Vautherin 1889–1964; 1945 Gründer des Ordre des chevaliers de Notre-Dame; 1948 Eintritt in die Abtei Saint-Wandrille; 1985–1987 Administrator in Wisques; † 2010)
- 2005–2009: Jacques Lubrez
- 2009–2016: (Administratoren)
- seit 2016: Philippe de Montauzan